# Formule V6 Azië
De Formule V6 Azië is de Aziatische variant op de voormalige Formule V6 Eurocup. Het wordt georganiseerd door de AFOS en Renault Sport. De klasse is bedoeld voor talentvolle coureurs uit Zuidoost Azië. De klasse bestaat sinds 2006. 

## De auto
Alle auto's in deze klasse zijn gelijk. Ze worden gemaakt door het Italiaanse Tatuus. De auto heeft een Renault V4Y RS V6 motor. Deze motor heeft een inhoud van 3498cc. De buitenkant van de auto is gemaakt van koolsofvezel. De auto weegt zonder coureur en brandstof 590kg. De auto lijkt erg op die uit de Formule Renault 3.5 Series. 

## Kampioenen
| 2006 | Karun Chandhok  | Team E-Rain              |
| 2007 | James Winslow   | Team Meritus             |
| 2008 | James Grunwell  | Team Meritus             |
| 2009 | Hamad Al Fardan | Team Dyna Ten Motorsport |